# Kość przedszczękowa
Kość przedszczękowa, kość międzyszczękowa, u ssaków nazywana kością przysieczną lub kością siekaczową (łac. os pr(a)emaxilla, os intermaxillare, os incisivum) – mała parzysta kość czaszki występująca u większości kręgowców. U niektórych zwierząt kości przedszczękowe zawierają siekacze, kolec nosowy przedni oraz obszar skrzydłowy. 
Łączy się z kością szczękową szwem szczękowo-siekaczowym (sutura maxilloincisiva) i z kością nosową szwem nosowo-siekaczowym (sutura nasoincisiva), a także z trzonem kości przedszczękowej strony przeciwnej szwem międzysiekaczowym (sutura interincisiva).
U człowieka nie stanowi osobnej kości (choć dawniej była za taką uważana), ale zrośnięta jest ze szczęką, stanowiąc jej przednią część zawierającą siekacze. Na powierzchni dolnej wyrostka podniebiennego szczęki może być widoczna pozostałość szwu łączącego ją z pozostałą częścią szczęki (szew przysieczny, sutura incisiva). Z drugostronnym odpowiednikiem łączy się na powierzchni dolnej wyrostka podniebienego szczęki przednim odcinkiem szwu podniebiennego pośrodkowego, a na przedniej ścianie czaszki szwem międzyszczękowym.